# رنزو چون-آ-یو
رنزو چون-آ-یو (انگلیسی: Renzo Tjon-A-Joe؛ زادهٔ ۸ ژوئیهٔ ۱۹۹۵) ورزشکار ورزش شنا اهل سورینام است.
وی در مسابقات کشوری و بین‌المللی در مجموع برندهٔ ۲ مدال طلا، ۱ مدال نقره و ۲ مدال برنز شده‌است.